# 스타 메이커
《스타 메이커》(L'Uomo Delle Stelle, The Star Maker)는 이탈리아에서 제작된 쥬세페 토르나토레 감독의 1995년 드라마, 멜로/로맨스 영화이다. 세르지오 카스텔리토 등이 주연으로 출연하였고 비토리오 세치 고리 등이 제작에 참여하였다. 이 영화는 아카데미 외국어 영화상 부문에 지명되었다.

## 출연
- 세르지오 카스텔리토
- 미술: 프란체스코 브론지